# شريان سباتي باطن
الشريان السباتي الباطن أو الشريان السباتي الغائر (بالإنجليزية: Internal carotid artery)‏ يممكن تقسم الشريان إلى سبعة أجزاء : جزء عنقي Cervical segment, جزء في العظم الصدغي وتحديدا القسم الصخري)Petrous segment، جزء في الفتحة Lacerum segment, جزء في الوريد الكهفي Cavernous segment، جزء فراشي Clinoid segment, جزء نظري Ophthalmic، الجزء الأخيرCommunicating.
الجزء الأول العنقي : يبدا من أول ما يتكون الشريان السباتي الداخلي من انقسام الشريان السباتي المشترك إلى أن يدخل القناة السباتية Carotid canal في الجمجمة امام الفتحة الوداجية في الجمجمة حيث يترك الوريد الوداجي الداخلي الجمجمة INTERNAL JUGULAR VEIN. 
في بدايته يكون الشريان السباتي الداخلي منتفخ وهذا الانتفاخ يسمى carotid sinus أو carotid bulb. يسير الشريان السباتي الداخلي إلى الأعلى في العنق في داخل غلاف يسمى الغلاف السباتي carotid sheath, وهذه المسيرة تكون امام النتوءات الجانبية للفقرات العنقية الثلاثة العليا. ثم يدخل الجمجمة عبر القناة السباتية.
جزء في العظم الحجريPetrous segment :
ينعطف الشريان السباتي الداخلي مباشرة ليسير بشكل افقي إلى الامام داخل قناة في العظم الصلب الصدغي petrous part of the temporal bone ،وهنا يكون في مكان امام الاذن الوسطة والداخلية ثم ينعطف إلى الأعلى ليدخل تجويف الجمجمة عبر فتحة الداخلية للFORAMEN LACERUM وهذه تسمى فتحة لكن فكر بها كقناة.
عندما يصل الشريان السباتي الداخلي نهاية القناة السباتية carotid canal فانه يكون قريب على عقدة العصب القحفي الخامس Trigeminal ganglion ولا يفصل بينهما الا سقف عظمي رقيق ومع تقدم العمر يتلاشى السقف العظمي للقناة بحيث أن العقدة تقعد مباشرة على الشريان السباتي وحتى تبدو أنها تنبض..
في داخل القناة السباتية يكون الشريان السباتي محاط بغلاف هو تطويل من الغشاء المغلف للدماغ dura mater وكذلك يحيط به عدد من الاوردة الصغيرة والياف من الشبكة السباتية وهي الياف عصبية سمبثاوية. اما فروعه هنا فهي :
the vidian artery or artery of the pterygoid canal 
the caroticotympanic artery
جزء في الفتحة Lacerum segment :جزء صغير من الشريان.
Cavernous segment :
بعد ذلك ينعطف الشريان السباتي الداخلي إلى الامام ليدخل التجويف الكهفي CAVERNOUS SINUS وهو وريد كبير في كل جهة من الجمجمة وتكونه طبقات من الغشاء الخارجي للدماغ dura mater، ثم بعد ذلك ينعطف إلى الأعلى والخلف في التجويف خلف النتوء الفراشيanterior clinoid process
Clinoid segment : 
تبدا من بعد أن يخرج الشريان من الوريد الكهفي
Ophthalmic segment
لا ننسى الفرع إلى العين OPHTHALMIC ARTERY الذي يدخل داخل قناه العين مع العصب البصري (مهم)
Communicating segment الجزء الأخير : 
ينقسم إلى ثلاثة افرع :
الشريان الدماغي الامامي 
الشريان الدماغي الوسطي 
الشريان الدماغي الخلفي
ويعطي الشريان السباتي الداخلي افرع صغيرة جدا إلى الغدة النخامية والاعضاء القريبة منه قبل أن ينقسم إلى فروعه الثلاثة.